# Hydractinia monocarpa
Hydractinia monocarpa är en nässeldjursart som beskrevs av George James Allman 1847. Hydractinia monocarpa ingår i släktet Hydractinia och familjen Hydractiniidae.
Artens utbredningsområde är Norra Ishavet. Inga underarter finns listade i Catalogue of Life.